# ジャズ・エイジ
| アメリカ合衆国の世代 *=諸説あり ?=世代の期間が定まっていない ^=シュトラウス=ハウ世代理論         | アメリカ合衆国の世代 *=諸説あり ?=世代の期間が定まっていない ^=シュトラウス=ハウ世代理論 |
| ------------------------------------------------------------------------------------------------ | ---------------------------------------------------------------------------------------- |
|                                                                                                  |                                                                                          |
| ○○世代                                                                                           | 期間                                                                                     |
| ^清教徒世代                                                                                      | 1588 - 1617                                                                              |
| 清教徒の目覚め                                                                                   | 1621 - 1649                                                                              |
| ^騎士道世代 ^栄光の世代 ^啓蒙世代 ^覚醒世代                                                      | 1618 - 1648 1648 - 1673 1674 - 1700 1701 - 1723                                          |
| 第一次大覚醒                                                                                     | 1727 - 1746                                                                              |
| ^自由世代 ^共和世代 ^妥協世代                                                                    | 1724 - 1741 1742 - 1766 1767 - 1791                                                      |
| 第二次大覚醒                                                                                     | 1790 - 1844                                                                              |
| 超自然世代 ^超越世代 ^メッキ世代 ^進歩世代                                                       | 1789 - 1819 1792 - 1821 1822 - 1842 1843 - 1859                                          |
| 第三次大覚醒                                                                                     | 1886 - 1908                                                                              |
| ^布教世代 失われた世代 戦間期世代 最も偉大な世代 ^G.I.世代                                       | 1860 - 1882 *1883 - 1900 1901 - 1913 *1901 - 1927 1901 - 1927                            |
| ジャズ・エイジ                                                                                   | 1918 - 1929                                                                              |
| ビート・ジェネレーション 沈黙の世代 ベビーブーマー ジョーンズ世代                                | 1914 - 1929 *1928 - 1945 *1946 - 1964 1954 - 1965                                        |
| 意識革命                                                                                         | 1964 - 1984                                                                              |
| X世代 ^13世代 MTV世代 ブーメラン世代                                                             | *1965 - 1980 1961 - 1981 1974 - 1985 1977 - 1986                                         |
| 文化戦争                                                                                         | 1980s - present                                                                          |
| デジタルネイティブ ミレニアルズ（Y世代） Z世代 ^ニュー・サイレント・ジェネレーション α世代 β世代 | *1976 - present *1980 - 1995 *1996 - 2010 ? *1990 - 2009 ? *2013 - 2028 ? *2025 - 2039 ? |

ジャズ・エイジ（Jazz Age）は1920年から1930年代初頭にかけて、ジャズ音楽とそのダンス様式が世界的な人気を獲得した時代である。ジャズ・エイジの文化的影響はまず第一にジャズ発祥の地であるアメリカ合衆国で感受された。主にアフリカ系アメリカ人の文化を源泉としてニューオーリンズで起こったジャズはこの時代のより広い範囲の文化的変容に大きな役割を果たし、大衆文化における影響はその後も長く続いた。
ジャズ・エイジはしばしば狂騒の20年代と共に言及され、禁酒法時代と文化的に大きく交差するかたちで重なり合っている。また、その動向は全国的なラジオの導入によって著しい影響を受けた。この時期にあって、ジャズ・エイジは発展しつつあった若者文化と密接に結び付いていた。時代の趨勢はヨーロッパへ向けてジャズ文化を紹介する一助ともなった。ジャズ・エイジはスウィング時代を前にして終焉する。

## 背景
「ジャズ・エイジ」という用語の使用は1920年以前から人気を博していた。1922年に、アメリカの作家、F・スコット・フィッツジェラルドが短篇集「ジャズ・エイジの物語」を刊行し、この用語の人気にさらなる拍車をかけた。

### ジャズ音楽
ジャズは19世紀の終わりから20世紀の初めにかけてルイジアナ州ニューオーリンズのアフリカ系アメリカ人の地域社会で起こった音楽ジャンルであり、ブルースおよびラグタイムをルーツとして発展した。ニューオーリンズは多種多様な文化と信仰がからみ合う港湾都市であったため、ジャズの成長を可能にする文化的土壌を提供することとなった。ニューオーリンズでは、異なる文化や人種の人びとが多くの場合、密集して共に暮らしていたため、同都市の活発な音楽環境の発達を促す文化的相互作用を可能としたのである。ニューオーリンズにおいて、ジャズはクレオール音楽、ラグタイムそしてブルースに影響されて発展した。
ジャズは多くの人によって「アメリカのクラシック音楽」と目されている。1920年代初頭、ニューオーリンズ、シカゴそしてニューヨークに出現した最も初期のジャズ様式はしばしば「ディキシーランド・ジャズ」と呼ばれる。1920年代にジャズは音楽表現の重要な形式として認識されるに至った。ジャズは当時、独自の伝統的かつ大衆的な音楽様式のかたちをとって出現し、アフリカ系アメリカ人の音楽的血統とヨーロッパ系アメリカ人の音楽的血統とが互いに音楽的志向を一つにすることによって結びついた。ジャズはアフリカの伝統から、そのリズム、「ブルース」および自らの表現方法で演奏したり、歌ったりする流儀を受け継ぎ、ヨーロッパの伝統から、その和声と楽器を受け継いだ。
ルイ・アームストロングはニューオーリンズ・ジャズの初期の様式であった多声アンサンブルに代えて、曲の最前面に即興ソロを持ってきた。ジャズは一般的にスウィングとブルーノート、ヴォーカルのコール&レスポンス、ポリリズムおよび即興によって特徴づけられる。

### 禁酒法
アメリカ合衆国における禁酒法は1920年から1933年にかけてアルコール飲料の製造、輸入、運搬、販売を禁じた全国的な憲法上の禁止令である。1920年代、同法は広範にわたって無視され、また税収は失われた。巧みに組織化された犯罪集団が多くの都市へのビールと蒸留酒の供給網を掌握し、犯罪の急増を引き起こし合衆国に衝撃を与えた。この禁酒法はアル・カポネのようなギャングたちによって食いものにされ、カナダと合衆国の国境を越えて密輸された違法アルコールはおよそ6000万ドル（2024年における、13億1236万1111ドル相当）の額に及んだ。結果としてこの時代から生じた非合法なスピークイージーは「ジャズ・エイジ」の活気に満ちた会場となり、はやりのダンス・ソング、ノヴェルティ・ソング、ミュージカル・ソングなどを提供した。
1920年代末期までに、合衆国の禁酒法反対者、別名「ウェット派(wets)」たちの間で結集した新たな反対勢力が禁酒法を攻撃し、同法が犯罪を引き起こし、地元の収入を減少させ、農村のプロテスタント的宗教価値観を都市部アメリカに押し付けていると主張した。禁酒法は1933年12月5日にアメリカ合衆国憲法修正第18条を撤廃する修正第21条の批准により終わりを告げた。いくつかの州は州全体の禁酒法を継続し、革新主義時代後期の一時期を特色づけた。

### スピークイージー
アメリカ合衆国憲法修正第18条発効の結果としてできたスピークイージーは客たちが酒を飲んだり、寛いだり、または密かに会話したりすることのできる場所であり、多くの場合、犯罪組織によって所有されていた。これらのスピークイージーにおいて、ジャズは非合法な環境やそこで起きている非合法な出来事にぴったりの反体制文化的な音楽として演奏された。そのようなわけで、ジャズ・アーティストたちはスピークイージーで演奏するために雇われることになった。有名な組織犯罪集団の首領であったアル・カポネはそれまで貧困にあえいで生活していたジャズ・ミュージシャンたちに着実な職業音楽家としての収入を与えた。サディアス・ ラッセルは『アメリカ合衆国における反逆者の歴史』において、「歌手のエセル・ウォーターズは懐かしく思い出して、カポネが彼女を『敬意と喝采と礼節をもって遇し、報酬は全額一括で払ってくれた』と語った」と述べている。同じく、『アメリカ合衆国における反逆者の歴史』から引用すると「ピアニストのアール・ハインズは思い出しながら、『スカーフェイス（アル・カポネ）はミュージシャンたちとうまくやっていた。子分たちを引き連れてナイトクラブにやって来てはバンドにリクエスト曲を演奏させるのが好みだった。金離れがよく、100ドルのチップもまるで惜しまなかった。』と語った」。スピークイージーの非合法文化はさまざまな人種が入り混じるいわゆるブラック・アンド・タン・クラブというものをもたらした。
数多くのスピークイージーがあったが、とりわけシカゴとニューヨークに多かった。ニューヨークには、禁酒法の真っ只中において、3万2000軒のスピークイージーがあった。スピークイージーでは、賄賂と酒を隠す装置の両方が使われた。チャーリー・バーンズは自身が所有していた何軒かのスピークイージーを思い出して、彼といとこのジャック・クリエンドラーの非合法ナイトクラブを守るための方法として、これらの策略を採用していたことを語った。この策略には地元の警察を抱き込むことも含まれている。信頼のおける技術者が作った装置の一つはボタンを押すと酒を置いた棚を固定していた舌状の支えが落ち、棚板が外れて奥に畳まれ、酒瓶をシュート（落とし口）に落とし割り砕くと、石と砂の間に酒を排出させるというものである。ボタンが押された場合、警報も即時鳴り出し、客に警察の手入れを知らせた。バーンズが使ったもう一つの装置は壁と同一平面上にある分厚い扉を持つワインセラーだった。この扉には小さな、ほとんど気付かれない穴があり、この穴に棒を押し込むと錠が作動し扉が開く仕掛けとなっていた。

### 蒸留酒密輸入（ラム・ランニング）／酒類密造密輸入（ブートレギング）
スピークイージーがどこで酒を入手したのかという点について言えば、蒸留酒密輸入者（ラム・ランナー）と酒類密造密輸入者（ブートレガー）が存在した。ラム・ランナーとは、この場合、陸路または海路を介して合衆国内に蒸留酒を密輸する組織集団だった。品質基準を満たした外国産の蒸留酒は禁酒法時代においては高級なアルコール飲料であり、ウィリアム・マッコイ(en)はその中でも最高級品を所有していた。ビル・マッコイは蒸留酒密輸入業を手掛けており、ある時期においては最優秀な密輸業者の一人にランクされていた。逮捕から逃れるために、マッコイは合衆国の領海のすぐ外側で蒸留酒を売った。買い手たちはマッコイに危険が及ばないようにするため、マッコイのいるところまでやって来て酒を買ったものだった。マッコイの蒸留酒の売りはアルコールを薄めることなく高品質のウィスキーを売ることであった。ブートレガーは合衆国の各地で酒を密造したり、密輸入したり、あるいはその両方を行っていた。酒を売ることで大儲けすることができたので、これを実行するにあたっていくつかの主要な方法が存在した。一つはフランキー・イェールとジェンナ兄弟一味（どちらも組織犯罪に関係していた）によって使われた計略で、貧しいイタリア系アメリカ人にアルコール蒸留器を与え、1日当りの労働報酬15ドルでアルコールを作らせるというものだった。また別の計略はラム・ランナーから蒸留酒を買い付けるというものだった。組織犯罪者たちは閉鎖されたビール醸造所や蒸留酒製造所を買い取って元従業員を雇い、酒を作ることもした。ジョニー・トーリオは他の2人のギャングと正真正銘のビール醸造者であったジョーゼフ・ステンソンと組んで、合わせて9箇所の醸造所で違法なビールを作った。挙句の果てには、工業用の穀物アルコールを盗んで、それを再蒸留しスピークイージーで売る組織犯罪者たちも現れた。

## 歴史
1919年以来、ニューオーリンズ出身のミュージシャンで構成されたキッド・オリーのオリジナル・クレオール・ジャズ・バンドはサンフランシスコやロサンゼルスで演奏をし、1922年には、ニューオーリンズ出身の黒人ジャズ・バンドとしては最初の録音をロサンゼルスで行った。同年には1920年代に最も有名だったブルース歌手、ベッシー・スミスの最初の録音も行われた。その頃、シカゴは新たな「ホット・ジャズ」の発展を担う中心地になっており、同地でキング・オリヴァーはビル・ジョンソン(en)と合流した。1924年には、ビックス・バイダーベックがウルヴァリンズのメンバーとして初録音を行った。

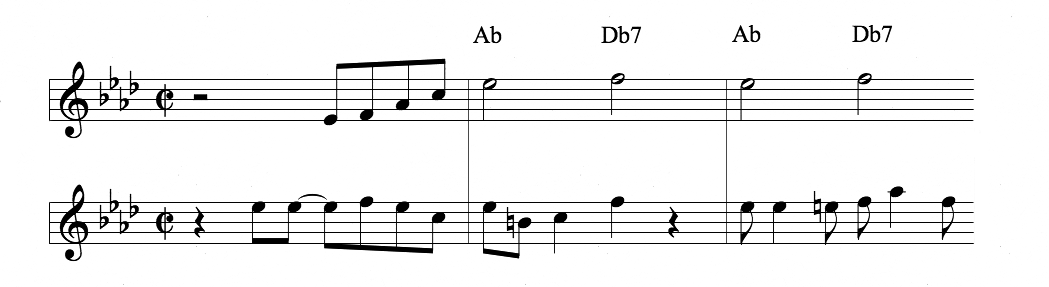
（上）ジョージ・W・マイヤーおよびアーサー・ジョンストン作の「マンディ、メイク・アップ・ユア・マインド」のストレート・メロディの抜粋。（下）対応するルイ・アームストロングによるソロの抜粋（1924年）。

同じく1924年に、ルイ・アームストロングはフレッチャー・ヘンダーソンのダンス・バンドにメイン・ソロ奏者として加入し、1925年に同バンドを去った。初期のニューオーリンズ様式はポリフォニックであり、主題の変奏と同時集団即興を伴った。アームストロングは生まれ故郷の演奏様式で精通していたが、ヘンダーソンのバンドに加入した頃には、すでに編曲とソロ奏者に重きを置く、ジャズの新たな局面における先駆者であった。アームストロングのソロは主題変奏という概念を遙かに凌駕し、旋律よりはむしろ和音に基づいて即興演奏を行った。ジャズ史家としても知られるガンサー・シュラーによれば、比較すると、アームストロングの他のバンドメンバーたち（若きコールマン・ホーキンスを含む）によるソロは「しなやかさに欠け、面白み無く」聴こえ、「ぎくしゃくしたリズムと精彩を欠く、誰のものとも聴き分けのつかない音色」を伴った。上掲の実例はジョージ・W・マイヤーおよびアーサー・ジョンストン作の「マンディ、メイク・アップ・ユア・マインド」のストレート・メロディ（楽譜通りの正確なメロディ・ライン）（上）と、それと比較対照したアームストロングの即興ソロ（下）の短い抜粋を示す（1924年録音）。（この実例はアームストロングが用いているスウィングを伝えていないため、彼のソロのおおよそを示したものに過ぎない）。
アームストロングのソロはジャズを真の20世紀言語にする上で重要な要素だった。ヘンダーソンのバンドを去った後、アームストロングは器楽奏者のキッド・オリー（トロンボーン）、ジョニー・ドッズ（クラリネット）、ジョニー・セイント・シア（バンジョー）およびピアノに妻のリルといった面々を擁して、高度な技巧をほしいままにした自らのバンド、ホット・ファイヴを結成した。またこのバンドにおいてアームストロングはスキャットを世に広めた。
ジェリー・ロール・モートンはニューオーリンズ・リズム・キングズと録音を行ったが、これは初期の人種混淆コラボレーションの一つであった。その後、1926年に、モートンは自身のバンド、レッド・ホット・ペッパーズを結成した。しかし、ジーン・ゴールドケット楽団やポール・ホワイトマン楽団といった、白人オーケストラによって演奏されるジャズ風ダンス音楽に対する需要はより多かった。1924年に、ホワイトマンはガーシュウィンに作曲を委嘱し、その曲「ラプソディ・イン・ブルー」はホワイトマン楽団により初演された。作家のF・スコット・フィッツジェラルドは、「ラプソディ・イン・ブルー」はジャズ・エイジの若々しい時代精神を理想的なものとして体現していると評した。1920年代半ばに至る頃には、ホワイトマンは合衆国で最も人気のあるバンドリーダーになっていた。ホワイトマンの成功は、「大衆の嗜好を踏まえて換骨奪胎するレトリック」に基づいていた。この「レトリック」によって、ホワイトマンはそれ以前、まだ発展の途上にあった種類の音楽を高め、価値あるものにした。他の有力な大編成楽団には、ニューヨークにおいては、フレッチャー・ヘンダーソン楽団、デューク・エリントン楽団（1927年に、コットン・クラブ専属となり、大きな影響力を及ぼした）、シカゴにおいては、アール・ハインズ楽団（1928年に同地のグランド・テラス・カフェで演奏活動を開始した）などがあった。どの楽団もビッグバンド形式のスウィング・ジャズの発展に著しい影響を及ぼした。1930年に至って、ニューオーリンズ様式の小楽団は過去の遺物となり、ジャズは世界共通言語となった。
音楽一家に生まれて、家族からしばしば楽譜の読み方や音楽の演奏方法を教わって育った音楽家たちもいた。そのような音楽家の一人がバンドリーダーのガイ・ロンバードである。ロンバードはカナダで兄弟のカーメンやレバートと協力して、1920年代初期にロイヤル・カナディアンズ楽団を結成した。1929年には、彼らの「甘美な」ビッグバンドはニューヨークのランドマークであるローズヴェルト・ホテルに定期的に出演するようになり、のちの1959年には、ウォルドーフ・アストリア・ホテルにも出演するようになった。これらのホテルで、ロンバードの楽団はビロードのようになめらかな演奏によって「天国のこちら側で最も甘美な音楽」を聴かせ、何十年にもわたって全米の聴衆を楽しませた。「甘美な」音楽はアメリカの「本物の音楽」に比べれば「ひ弱な妹」に過ぎないという、ベニー・グッドマンの主張にもかかわらず、ロンバードの楽団は人種の壁を超えて、広範な人気を博し、ルイ・アームストロングによってお気に入りの楽団の一つだと賞賛されさえした。
ポップス・フォスターのように、自家製の楽器で演奏を学んだミュージシャンもいた。
都市のラジオ局は郊外のラジオ局よりずっと頻繁にアフリカ系アメリカ人のジャズを番組で流した。ニューヨークやシカゴといった都市部にはアフリカ系アメリカ人の人口が集中していたためである。チャールストンのような黒人起源のダンスがより若い年齢層のあいだで流行したのも、ジャズ音楽の人気が生み出した測り知れないほど巨大な文化的変容の一部であった。
ジャズは当初、確立された規範とそれに固執する人びとに異議申し立てをすることによって共感を育もうとしたが、その後、ジャズが持っていた、霊妙かつ魔法のように心を奪う魅力によって、それらの人びとの心を掴んだ。ジェイムズ・ボールドウィンの高名な短篇小説「サニーのブルース」（1957年）では、ジャズが持つ人間の存在それ自体に変容を迫る力が、深く感情を揺るがす演奏を通じて2人の兄弟の間に常にあった隔たりを最終的には埋めることになる。フィッツジェラルドの作品以降、ジャズは平等化を促す力として働き、文学および社会の双方において一定程度の平等を育んだ。ジャズは人種、階級そして政治的忠誠といった社会的分断を霞ませようとしたのだった。
1925年に出版された『グレート・ギャツビー』はフィッツジェラルドのキャリアにおけるこの時期を象徴しており、「ジャズ・エイジ」のロマンチシズムと表層的な魅力を捉えていた。この時代は第一次世界大戦の終結、女性参政権の発足そして禁酒法とともに始まり、最終的に1929年の大暴落により崩壊した。

### 1930年代のスウィング
1930年代は大衆向けのスウィング・ビッグバンドの時代だった。ビッグバンドにはバンドリーダーに匹敵するほど有名になった名ソロ奏者も所属していた。「ビッグ」・ジャズ・バンドの発展に貢献した主要人物にはバンドリーダー兼編曲者のカウント・ベイシー、キャブ・キャロウェイ、ジミーとトミー・ドーシー、デューク・エリントン、ベニー・グッドマン、フレッチャー・ヘンダーソン、アール・ハインズ、ハリー・ジェイムス、ジミー・ランスフォード、グレン・ミラーおよびアーティ・ショウなどがいた。スウィング・ジャズは集合的なサウンドであったが、個々のミュージシャンに「ソロをとる」機会も提供した。ソロは旋律や主題に基づいて即興演奏され、時には複雑で「重要な」音楽となり得た。
時が経つにつれて、アメリカにおける人種差別に関する社会構造は緩み始めた。白人のバンドリーダーたちは黒人のミュージシャンを、黒人のバンドリーダーたちは白人のミュージシャンをそれぞれ採用し始めた。1930年代中頃には、ベニー・グッドマンはピアニストのテディ・ウィルソン、ヴィブラフォン奏者のライオネル・ハンプトンそしてギタリストのチャーリー・クリスチャンを雇い、小編成グループに迎え入れた。1930年代には、テナーサックス奏者のレスター・ヤングを典型的な例とするカンザスシティ・ジャズがビッグバンドから1940年代のビバップ勢力への移行を特徴づけた。「ジャンピング・ザ・ブルー ス」あるいはジャンプ・ブルースとして知られている1940年代初期の様式は、1930年代のブギウギを再解釈し、小編成であるコンボ、アップテンポな音楽そしてブルース・コード進行を使用した。

## ラジオ
1932年には、大規模なラジオ放送の導入によってジャズはアメリカ国内で急速に普及した。ラジオを形容するにあたっては「サウンド・ファクトリー（音の工場）」という言葉が使われた。ラジオのおかげで数百万の人びと、とりわけ金がかかる上に遠くにある大都市のクラブに行ったことのなかった人びとが、音楽を無料で聴けるようになった。このような放送はニューヨーク、シカゴ、カンザスシティおよびロサンゼルスといった最先端の中心地にあるクラブから生中継された。ラジオで流されるライヴ音楽には2つのカテゴリーがあった。コンサート音楽とビッグバンドによるダンス音楽である。これらの音楽を放送するラジオ番組は「ポッター・パーム（陶工のたなごころ）[A]」と呼ばれ、大人気であった。コンサート音楽は通常、ボランティアのアマチュア演奏家によるものだった。ビッグバンドによるダンス音楽は職業音楽家によって演奏され、ナイトクラブ、ダンスホールそして舞踏室（ボールルーム）から呼び物として生中継された。
音楽学者のチャールズ・ハムは当時のジャズ音楽を3つのタイプで言い表した。黒人の聴衆のための黒人音楽、白人の聴衆のための黒人音楽、そして白人の聴衆のための白人音楽である。多くのラジオ局はアメリカ白人のジャズ歌手による曲をかける方を好んだため、ルイ・アームストロングのようなジャズ・アーティストは当初ほとんど放送時間を与えられなかった。そのようなジャズ・ヴォーカリストにはベッシー・スミスやフローレンス・ミルズなどもいた。シカゴやニューヨークといった都市部では、アフリカ系アメリカ人のジャズが郊外においてよりずっと頻繁にラジオ番組でかけられた。ニューヨークのジェイムズ・リース・ユーロプやフレッチャー・ヘンダーソンなどのビッグバンド・ジャズは大勢のラジオ・リスナーを惹きつけた。
いくつかの「スウィート・ジャズ」・ダンス楽団もビッグバンド生中継のおかげで全米で知られるようになった。そのような楽団には、ニューヨークのローズヴェルト・ホテル（1929年）とウォルドーフ・アストリア・ホテル（1959年）で演奏したガイ・ロンバードのロイヤル・カナディアンズ楽団、そしてシカゴのランドマークであるパーマー・ハウス・ホテル（1936年）、ニューヨークのウォルドーフ・アストリア・ホテルの最上階にあるスターライト・ルーフ舞踏室（1937年）およびコパカバーナ(en)・ナイトクラブ
で演奏したシェップ・フィールズのリプリング・リズム楽団などがあった。

## 社会構成分子と影響

### 若者
1920年代の若者はジャズの影響をばねにしてそれ以前の世代の伝統的文化に対して反抗した。この1920年代の若者の反抗とはフラッパー・ファッション、人目を憚らずタバコを吸う女性たち、積極的かつ自由に性について話そうとする姿勢、またラジオ・コンサートといったものが挙げられる。アフリカ系アメリカ人が発達させたチャールストンのようなダンスが突然若者たちの間で大人気となった。伝統主義者たちは自らが道徳の崩壊とみなしたものに対して呆然とした。都市部に住む中産階級のアフリカ系アメリカ人の中にはジャズを「悪魔の音楽」と受け止め、即興的なリズムやサウンドが性的乱交を煽り立てていると信じ込む者もいた。
ジャズはさまざまな領域において反抗のための基盤としての役目を果たした。ダンスホール、ジャズ・クラブ、またはスピークイージーにおいて、女性たちは自らを因習的な規則に縛り付けている社会規範からの避難所を見出した。このような空間は女性たちに発言、服装、または振る舞いにおけるより大きな自由を提供した。1920年代に流行したフロイト心理学を思わせるかのように、ジャズは「幼児的な」振る舞いを助長し、フラッパーとして知られた常連客たちはしばしば「ジャズ・ベイビー」と呼ばれることとなった。ジャズの奔放かつ自然発生的な性質は原始的で官能的な表現を駆り立てた。より年長の世代がジャズを退ける一方で、そのジャズは若い女性（および男性）にとって、両親や祖父母が持っている価値観に対する異議申し立てをする手段となった。

### 女性の役割
女性参政権（女性が投票できる権利）への高まりが1920年8月18日のアメリカ合衆国憲法修正第19条の批准において最高潮を迎え、また因習に囚われない自由奔放なフラッパーの登場もあり、女性は社会や文化においてより大きな役割を担い始めた。第一次世界大戦の終結後、今や労働人口に加わった女性たちにとって、社会生活や娯楽といった面において、それまでにはなかった実に多種多様な可能性が開かれることとなった。平等や開かれたセクシュアリティといった考えは当時、大きな人気を博し、女性たちはこの時代、そのような考えを自らに利するものとして取り込んだようだった。1920年代はベッシー・スミスなどの多くの有名女性ミュージシャンの登場を見た。ベッシー・スミスは注目を浴びたが、それはスミスが単に偉大な歌手というだけでなく、アフリカ系アメリカ人の女性であり、かつLGBTQ+コミュニティのアイコンであったからである。自らの音楽キャリアを通じて、スミスはありのままの自分をさらけ出し、自らの歌詞において、愛と女性のセクシュアリティといった主題に加えて、黒人労働階級の苦闘を表現し、貧困、人種差別および性差別といった問題を取り上げた。スミスは時代を超えて史上最も尊敬される歌手の一人となり、ビリー・ホリデイなどのその後のパフォーマーたちを鼓舞した。
ラヴィー・オースティン（1887年 - 1972年）は1920年代のクラシック・ブルース時代において、シカゴを拠点として活動したバンドリーダー、セッション・ミュージシャン（ピアノ）、作曲家、歌手および編曲家であった。ラヴィーとリル・ハーディン・アームストロングはしばしばこの時代における最も優れた女性ジャズ・ブルース・ピアニストの2人に数えられる。
ピアニストのリル・ハーディン・アームストロングは最初はルイとともにキング・オリヴァー楽団のメンバーだった。その後、夫のバンドであるホット・ファイヴそして次に結成されたバンド、ホット・セヴンでピアノを弾き続けた。ベッシー・スミスやビリー・ホリデイといった多くの女性ジャズ歌手が音楽の世界で成功したアーティストとして認識されるには1930年代および1940年代を待たなければならなかった。ジャズ・エイジの最後の最後にスターの座を勝ち取った有名女性歌手にはエラ・フィッツジェラルドがいた。フィッツジェラルドは半世紀以上にわたって合衆国でより人気のある女性ジャズ歌手の一人であり、後に「ファースト・レディ・オブ・ソング（歌のファーストレディ）」と呼ばれた。フィッツジェラルドはチック・ウェブ、デューク・エリントン、カウント・ベイシーそしてベニー・グッドマンなど当時のあらゆる偉大なジャズマンと共演した。このような女性たちはたゆまず音楽業界で名を成す努力を続け、そして来たるべきずっと大勢の女性アーティストたちのために道を切り拓くことに力を尽くした。

### 中産階級アメリカ白人の影響
ジャズの誕生はアフリカ系アメリカ人の功績に帰せられる。しかし、ジャズは中産階級アメリカ白人に社会的に受け入れられるようになるためには改変を余儀なくされた。ジャズを批判する者たちはジャズを訓練や技能を必要としない人びとの音楽であるとみなした。白人の演奏家たちはアメリカにおけるジャズ音楽の普及のための手段として有効だった。ジャズは中産階級白人たちによって簒奪されたとはいえ、アフリカ系アメリカ人の伝統と理想を中産階級白人社会に織り込むにあずかって力あった。

### ヨーロッパ・ジャズの始まり
1920年代までにジャズは世界中に広まっていた。1922年のニューヨーク・タイムズ紙によると、
ジャズの緯度は赤道の太線と同様に地球上に永久に刻まれている。ブロードウェイからメインストリートに沿ってサンフランシスコまで、ジャズの歌詞に歌われて有名になったハワイ諸島まで、ジャズをある種の新しい西洋文化としてあたふたと取り入れた日本まで、ジャズを自らのものとして大々的に迎え入れたフィリピンまで、高級官吏やさらには苦力（クーリー）までもがジャズをして西洋がついに音楽とは何たるか知った有意義な兆しとみなした中国まで、野蛮な楽の音が木霊（こだま）となって、元のねぐらに帰ってきたシャムまで、現地人が怪訝そうにジャズを受け止める一方、入植者は貪欲にジャズに飛びついたインドまで、ジャズがその基本的な形態、ラグタイムとして君臨する東インド諸島まで、ジャズが奇妙なまでに馴染んで聴こえ、カイロをダンスで熱狂させることとなったエジプトまで、解放のためにはジャズを避けられない必要悪とみなしたパレスチナまで、すべての船とすべての海岸がジャズ菌を接種された地中海を横切って、ジャズ思想が寵児として養子に引き取られたモンテカルロとリヴィエラまで、ジャズの特別ヴァージョンを有するパリまで、ジャズ熱を治すと誓って長いことになるが、いまだジャズ熱に浮かれているロンドンまで、そしてふたたび、毎日、いや毎時間、ジャズの緯度に沿ってゆっくりとしかし確実に、うねりうねって流れる何らかの新たな霊感を加えているティン・パン・アレーまで。
ヨーロッパで発売されたアメリカのジャズのレコードはごく限られた枚数だったため、ヨーロッパ・ジャズのルーツの多くは第一次世界大戦の戦中および戦後に訪れた、ジェイムズ・リース・ユーロプ、ポール・ホワイトマン、マイク・ダンズィそしてロニー・ジョンソンといったアメリカの演奏家たちに遡る。彼らのライヴ演奏は、ヨーロッパの聴衆のジャズへの興味を掻き立て、またこの時期におけるヨーロッパの経済的、政治的災難に随伴したアメリカにまつわるすべてのもの（それゆえにエキゾチックでもあったもの）への興味をも刺激した。明確なヨーロッパ・スタイルのジャズの始まりはこの戦間期に姿を見せ始めた。
イギリスのジャズは1919年のオリジナル・ディキシーランド・ジャズ・バンドの巡業とともに始まった。1926年に、フレッド・エリザルディとケンブリッジ・アンダーグラデュエイツはBBCで放送を開始した。それ以来、ジャズは多くの最先端のダンス楽団において重要な要素となり、ジャズ器楽奏者は数え切れないほど増えた。すぐにその結果として起こったイギリスにおける音楽的熱狂はモラル・パニックを招き、その渦中において、ジャズが社会に及ぼす脅威はスコットランド人芸術家ジョン・ブロック・スーターの物議を醸した1926年の絵画「崩壊(en)」によって体現された。その絵画はジャズ音楽に対する西洋文明の怖れを具現化したものとみなされていたが、その作品は焼かれるべきだと主張した批評家たちを鎮めるために、後に作者自身によって破壊された。
ヨーロッパ・スタイルのジャズはフランスにおいては1934年に結成されたフランス・ホット・クラブ五重奏団と共に本格化した。このフレンチ・ジャズの多くはアフリカ系アメリカ人のジャズとフランスの音楽家が熟練している交響曲様式の組み合わせだった。この点については、ポール・ホワイトマンから霊感を得たことは容易に見て取れる。というのもホワイトマンのスタイルも前述の2つの融合であったからである。ベルギーのギタリスト、ジャンゴ・ラインハルトは、1930年代アメリカのスウィング、フランスの大衆的なダンスホール「バル・ミュゼット」そして東ヨーロッパの民俗音楽を物憂く、魅惑的な雰囲気を伴って混淆させた、 ジプシー・ジャズを普及させた。主要な楽器はスチール・ギター、ヴァイオリンおよびダブル・ベースであった。ギターとベースがリズムセクションを演奏しながら、1人の奏者から次の奏者へとソロが回された。一部の研究者はエディ・ラングとジョー・ヴェヌーティがこのジャンルに特有のギターとヴァイオリンによる共演の先駆者であり、1920年代後半に彼らの演奏がライヴまたはオーケー・レコードでの録音で聴かれた後、フランスにもたらされたと考えている。

## 時代の趨勢への批判
この時代、ジャズは不道徳であるという評判を立てられ始め、より年長の世代の多くの人びとがジャズを古い文化的価値を脅かし、狂騒の20年代の新たな退廃的な価値を駆り立てているとみなした。プリンストン大学のヘンリー・ヴァン・ダイク教授は「あれは音楽などというものではまったくない。単に聴覚神経を苛立たせ、肉体的な情熱の弦を官能的にかき乱すだけだ」と書いた。マスメディアもまたジャズをけなした。ニューヨーク・タイムズ紙は1920年代に、ジャズは西洋文明およびイタリア人テナー歌手の没落、ハンガリーとの貧弱な貿易収支、クラシック音楽家の致命的な心臓発作、そしてシベリアの恐るべき熊に関して責任を負っているとほのめかした。

### クラシック音楽
ジャズが隆盛するにつれて、クラシック音楽の方を好むアメリカのエリートたちは、ジャズが主流とならないことを願って、自分たちのお気に入りのジャンルの聴取層を拡大しようとした。反対に、ジャズはジョージ・ガーシュウィンやハーバート・ハウエルズなどさまざまな作曲家に影響を与えた。

## 注記
1. ^  「ポッター・パーム（陶工のたなごころ）」とは旧約聖書『イザヤ書』64章8節「されどヱホバよ汝はわれらの父なり われらは泥塊にしてなんぢは陶工なり 我らは皆なんぢの御手のわざなり」に由来する。人間は「泥塊（clay）」であり、神は「陶工（potter）」であり、人間は神の「御手（palm）」による産物であると述べられている。1930年代、ラジオは何百万ものアメリカ人にとって、ほとんど無料で娯楽を提供してくれる源となった。自宅の居間で快適に過ごしながら、未知の文化体験に導かれることとなったのである[97]。

### 引用
1. ↑  Defining generations: Where Millennials end and Generation Z begins - Pew Research Center（January 17, 2019）
2. ↑  Oxford English Dictionary 2021.
3. ↑  Houghton Line 1919, pp. 6, 9; Literary Digest 1919, p. 31.
4. ↑  Berg 1978, p. 217; Henderson 2013.
5. 1 2  Cooke 1998, p. 52: 「新たなダンス様式の人気により、ジャズは初期の行進曲のような足どりから、F・スコット・フィッツジェラルドが『ジャズ・エイジ』と呼んだ時代の最大の特徴である、快活でシンコペーションを伴う音楽へと発展した」
6. ↑  Roth 1952, pp. 305, 312.
7. ↑  National Park Service 2015.
8. ↑  Roth 1952, p. 306.
9. ↑  Germuska 1995.
10. ↑  Ward & Burns 2001, pp. 2–3.
11. 1 2 3 4  Orleans. “Jazz Origins in New Orleans - New Orleans Jazz National Historical Park (U.S. National Park Service)” (英語). www.nps.gov. 2024年6月5日閲覧。
12. 1 2  Biocca 1990, p. 1.
13. ↑  Sales 1984, p. 3.
14. ↑  Cooke 1998, p. 52; Peretti 1992, p. 76.
15. ↑  Hennessey 1973, pp. 470–473.
16. ↑  Ward & Burns 2001, p. 10; Schuller 1968, p. 3.
17. ↑  Roth 1952, p. 312: 「ここに見出されるのは、アメリカの黒人音楽に対する白人、もしくはヨーロッパ人の影響の一つである。私が思うに、それは主要な影響であり、そしてジャズの誕生に最も関連している影響である。それを、私がここまで呼んできたように、人間の声の器楽化と呼んでもよいだろう。」
18. ↑  Okrent 2010, p. 321.
19. ↑  Okrent 2010, p. 360.
20. ↑  Orchowski 2015, p. 32.
21. ↑  Okrent 2010, pp. 207–210.
22. ↑  Ward & Burns 2001, p. 76: 「彼らの音楽はキャバレーやスピークイージー、ロードハウスでより好まれるようになり、F・スコット・フィッツジェラルドがまもなくジャズ・エイジと呼ぶことになる時代の伴奏を務めることになった」
23. 1 2  Russell 2010, p. 230.
24. ↑  Okrent 2010, p. 212: 「もう一つの障壁が『ブラック・アンド・タンズ』の登場とともに取り除かれた。それは、たいてい黒人居住地区にあり、多くの場合、最先端のアフリカ系アメリカ人ジャズ・ミュージシャンを呼び物にしている、キャバレーやナイトクラブを統合した存在であった。」
25. ↑  Peretti 1992, p. 31; Ward & Burns 2001.
26. 1 2  Okrent 2010, p. 264: 「ニューヨークにある3万2000軒のスピークイージーのそれぞれが、おそらく酒樽の栓とレジを開けておくために巡回警官に1日5ドルを支払っていた」
27. ↑  Hill 2004, pp. 153, 155, 156.
28. ↑  Hill 2004, pp. 120, 121.
29. ↑  Rodgers 1997.
30. ↑  Okrent 2010, p. 201.
31. ↑  Cooke 1998, p. 54.
32. ↑  Cooke 1998, pp. 20–21.
33. ↑  Santelli 2001, p. 423.
34. ↑  Ward & Burns 2001, p. 101.
35. ↑  Cooke 1998, p. 79.
36. ↑  Yanow, Scott, Bix Beiderbecke & the Chicago Cornets 2013年9月26日閲覧。.
37. ↑  Wilson 2007.
38. ↑  Schuller 1968, p. 91.
39. ↑  Schuller 1968, p. 93.
40. ↑  Cooke 1998, pp. 56–59, 66–70, 78–79.
41. ↑  Fitzgerald 2004, p. 93.
42. ↑  Dunkel 2015, p. 123.
43. ↑  Cooke 1998, pp. 82–83, 100–103.
44. ↑  Schuller 1968, p. 88.
45. ↑  Crump, William D. (2008). Encyclopedia of New Year's Holidays Worldwide. London: McFarland & Co.. p. 101. ISBN 978-0-7864-3393-3
46. ↑   Obituary: "Famed Orchestra Leader Guy Lombardo, 75, Dies Pittsubrg Post Gazette  7 Nov. 1977, p.26
47. ↑  Behrnes, Jack (2011). America's Music Makers Big bands and Ballrooms 1912-2011 - Shep Fields society band broadcasting on radio from the Palmer House. Bloomington, Il.: AuthorHouse. p. 95. ISBN 978-1-4567-2952-3
48. ↑  Stacey, Lee; Henderson, Lol, eds (2014). Encyclopedia of music in the 20th Century. London: Routledge Taylor and Francis Group. p. 379. ISBN 978-1-135-92946-6
49. ↑   Continuum Encyclopedia of Popular Music of the World: Genres North America. 8. Bloomsbury. (2012). p. 472. ISBN 978-1-4411-4874-2. "アームストロングとロンバードは、自分たちの世界をまったく反対のものとみなしてはおらず、それは1930年代の他の多くの同時代のミュージシャンについても同様だった。……ロンバード自身、彼のスタイルを模倣した黒人楽団の数に常に大きな誇りを持っていた。"
50. ↑  Berish, Andrew S. (2012). “The Casino Ballroom: White and Sweet”. Lonesome Roads and Streets of Dreams: Place Mobility and Race in Jazz of the 1930s and '40s. University of Chicago Press. p. 45. ISBN 978-0-226-04494-1
51. ↑  Chevan 2002, p. 201.
52. ↑  Peretti 1992, p. 50; Cooke 1998, p. 40.
53. ↑  Ward & Burns 2001, p. 107.
54. ↑  Biocca 1990, p. 3.
55. ↑  “Definition of potter palm in U.S.History.”. Boundless.com. 2025年8月11日閲覧。
56. ↑  De Roche 2015, p. 18.
57. ↑  “Big Band Remotes”. 2025年8月11日閲覧。
58. ↑  Barlow 1995, p. 327.
59. ↑  Savran 2006, p. 461.
60. ↑  Barlow 1995, pp. 326–327.
61. ↑  Crump, William D. (2008). Encyclopedia of New Year's Holidays Worldwide. London: McFarland & Co.. p. 101. ISBN 978-0-7864-3393-3
62. ↑  Who Is Who In Music. Berghan Publishing Co. 1941 p. 93 Biography of Shep Fields on Google Books
63. ↑  Behrens, John (March 4, 2011). America's Music Makers: Big Bands & Ballrooms 1912-2011. AuthorHouse. ISBN 978-1-4567-2952-3
64. ↑  “Obituaries: Shep Fields Dies -noted bandleader”. The Telegraph. (1981年2月24日)
65. ↑  Baggelaar, Kristin (2006). The Copacabana. Arcadia Publishing. p. 61. ISBN 978-0-7385-4919-4
66. ↑  “New Band for Kelly-Wood”. The Billboard:  34. (February 24, 1945). "シェップ・フィールズはコパカバーナへ向けて準備万端である"
67. ↑  “SHEP FIELDS, LEADER OF BIG BAND KNOWEN FOR RIPPLING RYTHEM (Published 1981)”. The New York Times (1981年2月24日). 2020年10月28日閲覧。
68. ↑  Fass 1977, p. 22.
69. ↑  Berger 1947, p. 463: 「1926年に、ニューヨークのカルバリー・バプテスト教会の牧師はジャズを『悪魔の周旋屋』と呼び、『ジャズは、その……官能に訴える力ゆえに、撲滅されるべきだ』と述べた。1922年に、ニューヨークの昇天聖公会の牧師は『ジャズは退化だ。私たちの音楽を求めてアフリカのジャングルへと向かっているのだ』と述べた。」
70. ↑  “jazzlib”. www.d.umn.edu. 2024年6月5日閲覧。
71. ↑  “Bessie Smith” (英語). National Museum of African American History and Culture. 2024年6月5日閲覧。
72. ↑  Ward 2004, pp. 458–460.
73. ↑  Santelli 2001, p. 20.
74. 1 2 3  Borzillo 1996, pp. 1, 94–96.
75. ↑  Cooke 1998, p. 129: 「ホリデイ（1919年 - 59年）は、史上最高のジャズ・ヴォーカリストとして広く認められており、1930年代にジャズ歌唱の技芸に革命をもたらし、その後に続くヴォーカリストたちに強力な影響力を行使したパフォーマーである」
76. ↑  Cooke 1998, p. 128: 「1956年から1964年の間に録音されたエラ・フィッツジェラルドの膨大な『ソングブック』は、現在でも最も売れているジャズ・ヴォーカル・アルバムのうちに数えられる。」
77. ↑  Ward & Burns 2001, pp. 270, 272.
78. ↑  Crow 1990, p. 251.
79. ↑  Ward & Burns 2001, p. 272.
80. ↑  McCann 2008, p. 3.
81. ↑  Berger 1947, p. 463: 「いかなる留保も付けずジャズに反対する人びとは、ジャズの中に官能へ訴える力、原始的形態への回帰を見出し、ジャズを何の訓練も受けていない人間による音楽であるとみなした」
82. ↑  Barlow 1995, p. 325.
83. ↑  Hershey, Burnet (1922年6月25日). “Jazz Latitude”. The New York Times:  pp. T5.  オリジナルの2022年6月26日時点におけるアーカイブ。 2022年6月27日閲覧。
84. ↑  Kater, Michael (1 April 1988). “The Jazz Experience in Weimar Germany”. German History (Oxford University Press) 6 (2):  145–158. doi:10.1093/gh/6.2.145. "アメリカのジャズは1920年代初頭にドイツに輸入された……ジャズがイギリスあるいはフランスに上陸してからおよそ2 - 5年後のことだった……生粋のアメリカ人ジャズ・ミュージシャン（たとえば）……マイク・ダンズィは、アメリカ人バンドリーダーのアレックス・ハイドとともにドイツの巡業に乗り出し、その後、ベルリンをヨーロッパにおける恒久的な拠点とすることに決めた……大半のドイツ人ミュージシャンにとってジャズを習得するのは依然として非常に困難であったため、狂騒の20年代のジャズ界を風靡することとなったのはアメリカ人と少数のイギリス人だった……"
85. ↑  Meadows, Eddie S. (February 27, 1995). Jazz Research and Performance Materials. Psychology Press. p. 121. ISBN 978-0-8153-0373-2
86. ↑  Wynn 2007, p. 67.
87. ↑  Godbolt 2005, pp. 8–11.
88. ↑  Godbolt 2005, pp. 29, 46, 67.
89. ↑  Godbolt 2005, pp. 29–31.
90. ↑  Blake 1999, p. 89.
91. ↑  McKay 2005, p. 121–122; Shearer 2018.
92. ↑  Jackson 2002, pp. 149–170.
93. ↑  Ward & Burns 2001, p. 299; Peretti 1992, p. 201.
94. ↑  Ward & Burns 2001, p. 78.
95. ↑  Suhor 2001, p. 18.
96. ↑  Biocca 1990, p. 9.
97. ↑  “Escaping Hard Times”. Boundless.com. 2025年8月11日閲覧。

### 引用文献
- “A German Interpreter of Jazz”. The Literary Digest (New York: Funk & Wagnalls) 62. (August 23, 1919). "実際、このミューズはジャズ・エイジを味方につけたと思う者もいたかもしれない"
- Barlow, William (January 1, 1995). “Black Music on Radio During the Jazz Age”. African American Review (St. Louis, Missouri: Modern Language Association) 29 (2):  325–328. doi:10.2307/3042311. JSTOR 3042311.
- Berg, A. Scott (1978). Max Perkins: Editor of Genius. New York: Simon & Schuster. ISBN 0-671-82719-7 （邦訳：A・スコット・バーグ著、鈴木主税訳（1987年）『名編集者パーキンズ：作家の才能を引きだす（上・下）』東京：草思社）
- Berger, Morroe (October 1947). “Jazz: Resistance to the Diffusion of a Culture-Pattern”. The Journal of Negro History (Washington, D.C.: Association for the Study of African American Life and History) 32 (4):  461–494. doi:10.2307/2714928. JSTOR 2714928.
- Biocca, Frank (1990). “Media and Perceptual Shifts: Early Radio and the Clash of Musical Cultures”. The Journal of Popular Culture (Hoboken, New Jersey: Wiley-Blackwell) 24 (2):  1–15. doi:10.1111/j.0022-3840.1990.2402_1.x.
- Blake, Jody (1999). Le Tumulte Noir: Modernist Art and Popular Entertainment in Jazz-Age Paris, 1900-1930. University Park, Pennsylvania: Pennsylvania State University Press. ISBN 978-0-271-01753-2
- Borzillo, Carrie (June 29, 1996). “Women in Jazz: Music on Their Terms”. Billboard 108 (26).
- Chevan, David (2002). “Musical Literacy and Jazz Musicians in the 1910s and 1920s”. Current Musicology (New York: Columbia University Libraries) (71–73). doi:10.7916/cm.v0i71-73.4825.  オリジナルのFebruary 25, 2021時点におけるアーカイブ。 2021年11月21日閲覧。.
- Cooke, Mervyn (1998). Jazz. London: Thames and Hudson. ISBN 978-0-500-20318-7
- Crow, Bill (1990). Jazz Anecdotes. New York: Oxford University Press. ISBN 0-19-505588-8 （邦訳：ビル・クロウ著、村上春樹訳（2000年）『ジャズ・アネクドーツ』東京：新潮社）
- De Roche, Linda (2015). The Jazz Age: A Historical Exploration of Literature. Santa Barbara, California: ABC-Clio. ISBN 978-1-61069-668-5
- Dunkel, Mario (2015). “W.C. Handy, Abbe Niles, and (Auto)biographical Positioning in the Whiteman Era”. Popular Music and Society (United Kingdom: Taylor and Francis) 38 (2):  122–139. doi:10.1080/03007766.2014.994320.
- Fass, Paula S. (1977). The Damned and the Beautiful: American Youth in the 1920s. New York: Oxford University Press. ISBN 978-0-19-502148-6. LCCN 76--42644
- Fitzgerald, F. Scott (2004). Conversations with F. Scott Fitzgerald. Jackson, Mississippi: University Press of Mississippi. ISBN 978-1-57806-605-6
- Germuska, Joe (1995年10月17日). “The Map”.  Evanston, Illinois:  Northwestern University. 1997年12月10日時点のオリジナルよりアーカイブ。2025年8月10日閲覧。 Derived from Berendt, Joachim-Ernst (1992). The Jazz Book: From Ragtime to Fusion and Beyond. Chicago, Illinois: Lawrence Hill Books. ISBN 9781556520990.  オリジナルのJuly 18, 2022時点におけるアーカイブ。 2021年11月22日閲覧。
- Godbolt, Jim (2005). A History of Jazz in Britain 1919–1950. London: Northway Publications. ISBN 0-9537040-5-X
- Henderson, Amy (May 10, 2013). “What the Great Gatsby Got Right About the Jazz Age”. Smithsonian Magazine (Washington, D.C.: Smithsonian Institution).  オリジナルのFebruary 6, 2020時点におけるアーカイブ。 2021年11月21日閲覧。.
- Hennessey, Thomas (1973). From Jazz to Swing: Black Jazz Musicians and Their Music, 1917–1935 (Ph.D. dissertation). Ann Arbor, Michigan: Northwestern University
- Hill, Jeff (2004). Defining Moments: Prohibition. Detroit, Michigan: Omnigraphics. ISBN 978-0-7808-0768-6
- Jackson, Jeffrey (2002). “Making Jazz French: The Reception of Jazz Music in Paris, 1927–1934”. French Historical Studies (Durham, North Carolina: Duke University Press) 25 (1):  149–170. doi:10.1215/00161071-25-1-149.
- “jazz age, n.”. Oxford English Dictionary. Oxford, England: Oxford University Press. September 2021. 2021年11月20日時点のオリジナルよりアーカイブ. 2021年11月20日閲覧.
- “Jazz Origins in New Orleans”.  New Orleans, Louisiana:  National Park Service (2015年). 2020年6月5日時点のオリジナルよりアーカイブ。2021年11月21日閲覧。
- Okrent, Daniel (April 30, 2010). Last Call: The Rise and Fall of Prohibition. New York: Scribner. ISBN 978-0-7432-7702-0. LCCN 2009-51127
- Orchowski, Margaret Sands (2015). The Law that Changed the Face of America: The Immigration and Nationality Act of 1965. Lanham, Maryland: Rowman & Littlefield. ISBN 978-1-4422-5137-3
- McCann, Paul (2008). “Performing Primitivism: Disarming the Social Threat of Jazz in Narrative Fiction of the Early Sixties”. The Journal of Popular Culture (Hoboken, New Jersey: Wiley-Blackwell) 41 (4). doi:10.1111/J.1540-5931.2008.00541.X.
- McKay, George (2005). Circular Breathing: The Cultural Politics of Jazz in Britain. Durham, North Carolina: Duke University Press. ISBN 978-0-8223-8728-2
- Peretti, Burton W. (1992). The Creation of Jazz: Music, Race, and Culture in Urban America. Urbana and Chicago: University of Illinois Press. ISBN 0-252-01708-0
- Rodgers, Andrew (1997年8月27日). “The Genna Brothers”. Chicago Tribune (Chicago, Illinois).  オリジナルの2019年12月13日時点におけるアーカイブ。 2019年12月13日閲覧。
- Roth, Russell (1952). “On the Instrumental Origins of Jazz”. American Quarterly (Baltimore, Maryland: Johns Hopkins University Press) 4 (4):  305–316. doi:10.2307/3031415. ISSN 0003-0678. JSTOR 3031415.
- Russell, Thaddeus (2010). A Renegade History of the United States. New York: Simon and Schuster. ISBN 978-1-4165-7109-4
- Sales, Grover (1984). Jazz: America's Classical Music. Ann Arbor, Michigan: The University of Michigan Press. ISBN 978-0-13-509126-5
- Santelli, Robert (2001). The Big Book of Blues: A Biographical Encyclopedia. New York: Penguin Books. ISBN 0-14-100145-3
- Savran, David (2006). “The Search for America's Soul: Theatre in the Jazz Age”. Theatre Journal (Baltimore, Maryland: Johns Hopkins University Press) 58 (3):  459–476. doi:10.1353/tj.2006.0171. JSTOR 25069871.
- Schuller, Gunther (1968). Early Jazz: Its Roots and Musical Development. New York: Oxford University Press. LCCN 68--17610 （邦訳：ガンサー・シューラー著、湯川新訳（1996年）『初期のジャズ：その根源と音楽的発展』東京：法政大学出版局）
- Shearer, Carly (2018年4月24日). “The Threat of Jazz: John Bulloch Souter's 'The Breakdown'”. Edinburgh, Scotland: Lyon & Turnbull.  オリジナルの2021年11月22日時点におけるアーカイブ。 2021年11月21日閲覧。
- Suhor, Charles (2001). Jazz in New Orleans: The Postwar Years Through 1970. Studies in Jazz. 38. Lanham, Maryland / London: The Scarecrow Press. p. 18. ISBN 978-0-8108-3907-6
- The Houghton Line. 24-25. Philadelphia, Pennsylvania: E. F. Houghton & Co. (1919). "私は、しかしながら、「ジャズ・エイジ」が教会の影響力低下の原因であるとは確信していません"
- Ward, Geoffrey C.; Burns, Ken (2001). Jazz: A History of America's Music (1st ed.). New York: Pimlico. ISBN 978-0-679-76539-4
- Ward, Larry F. (December 2004). “Bessie”. Notes (Middleton, Wisconsin: Music Library Association) 61 (2). doi:10.1353/not.2004.0171. JSTOR 4487383.
- Wilson, Nancy (2007年12月19日). “Fletcher Henderson: 'Architect of Swing'”. NPR's Jazz Profiles (Washington, D.C.: National Public Radio (NPR)).  オリジナルの2018年4月21日時点におけるアーカイブ。 2021年11月21日閲覧。
- Wynn, Neil A., ed (2007). Cross the Water Blues: African American Music in Europe (1st ed.). Jackson, Mississippi: University Press of Mississippi. ISBN 978-1-60473-546-8.  オリジナルのJuly 18, 2022時点におけるアーカイブ。 2021年11月22日閲覧。